# فيليب بابكوك غوف
فيليب بابكوك غوف (بالإنجليزية: Philip Babcock Gove)‏ هو معجمي أمريكي، ولد في 1902، وتوفي في 1972.